# Eduard Bajet i Royo
Eduard Bajet i Royo (Barcelona, 21 de juliol de 1949) és un advocat català.

## Trajectòria
És catedràtic de Dret de la Universitat de Barcelona, on es llicencià en 1974, després d'haver estat catedràtica les universitats de Granada i Lleida.
Ha estat magistrat del Tribunal Superior de Justícia de Catalunya. És autor de diversos estudis jurídics, és director de la col·lecció "Textos Jurídics" de l'Editorial Bosch i patró fundador de la Fundació Jaume Callis, dedicada a l'edició de textos de dret històric català. És el cònsol honorari a Barcelona de la República de Togo. El 2007 li fou atorgada la Creu de Sant Jordi per la seva tasca com a assessor en matèria jurídica, econòmica, social i cultural, cal valorar la seva tasca de promoció de l'ús del català en tots aquests àmbits.

## Obres
- La forma del matrimonio en el proyecto de revisión del "Codex Iuris Canonici" (1977)
- La jurisprudència sobre el divorci derivada dels decrets de la Generalitat de Catalunya (1936) (1980)
- La forma matrimonial en la jurisprudencia (Interpretación que da la Rota Romana en el decenio 1967-1977) (1980)
- Acuerdos entre la Generalitat de Cataluña y la Iglesia Católica (1983)